# Трухинята

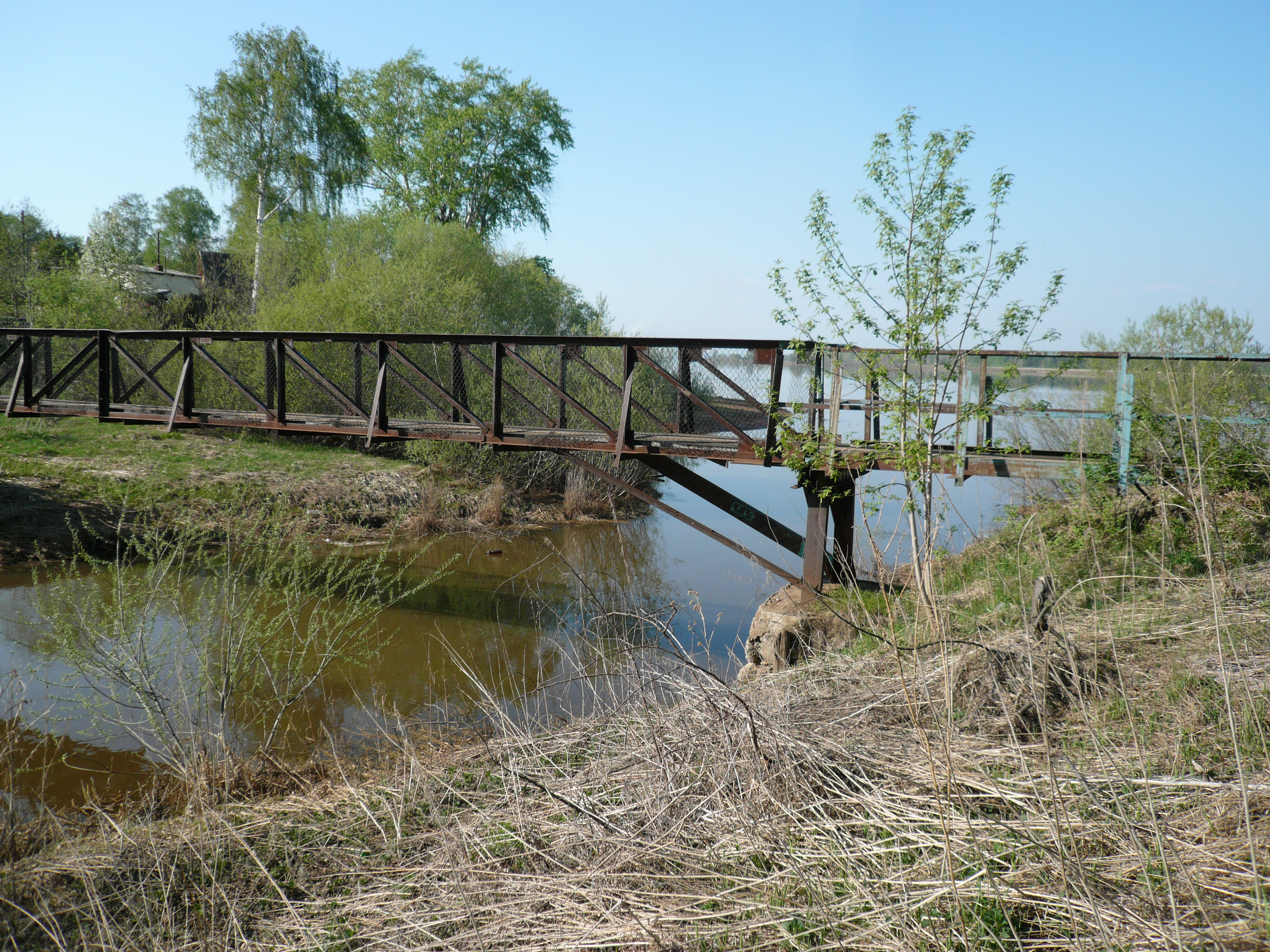
Мост в Трухинятах

Трухинята — деревня в составе Заболотского сельского поселения Пермского района в Пермском крае.

## Географическое положение
Деревня расположена на левом берегу Камы примерно в 4 километрах на северо-восток по прямой линии от деревни Горшки, центра сельского поселения.

## Климат
Климат умеренно-континентальный, характеризующийся морозной продолжительной зимой и теплым коротким летом. Июльские температуры колеблются в пределах +18 °С, январские в пределах — −15 °С. Среднегодовое количество осадков составляет 425—510 мм, большая их часть приходится на теплый период с апреля по октябрь. Преобладающее направление ветра — юго-западное.

## История
Известна с 1782 г. как деревня Трухинова, называемая по имени тогдашнего жителя Сергея Трухинова. В 1869 году в деревне (тогда Трухины или Труханова) было учтено 8 дворов и 45 жителей.

## Существующее положение
Населенный пункт представляет собой типичную дачную деревню, владельцы домов в которой прописаны в Перми и используют дома летом для дачного отдыха.

## Население
Постоянное население деревни было 4 человека, русских 100 % (2002), 2 человека (2010). За исключением теплоходного маршрута Пермь-Заречный общественным транспортом не обслуживается.